# El cavaller a la pell de tigre
El cavaller de la pell de tigre (georgià: ვეფხისტყაოსანი; en alfabet llatí: Vepkhist'q'aosani) és un poema èpic del poeta georgià Xota Rustaveli escrit a finals del segle XII o a inicis del XIII. És una peça mestra de l'edat d'or georgiana (s. XI-XIII) i és coneguda per tots els georgians, que l'estudien a l'escola i la tenen com a obra cabdal de la seva literatura; fins al segle XX un exemplar de l'obra formava part de la dot de totes les núvies.
La dedicatòria de l'obra a la reina Tamara de Geòrgia (estrofes 3 i 4) i al seu marit David Soslan (estr. 1584 i 1585) indica que va ser composta entre 1189, data del matrimoni dels dos monarques, i 1207, data de la mort del rei consort.
No es conserven còpies contemporànies a la composició de l'obra; se'n conserven fragments a partir del segle XIV però els primers manuscrits integrals conservats són del XVI. La primera impressió és de 1712 a Tbilisi per ordre de Vakhtang VI.
El pintor hongarès Mihály Zichy (1827-1906) féu una sèrie d'il·lustracions per a una edició d' El cavaller de la pell de tigre de 1881.
El conjunt de manuscrits d'El cavaller de la pell de tigre va ser declarat Patrimoni mundial de la UNESCO el 2013.